# Campo Sant'Alvise
Le Campo Sant'Alvise est un campo à Venise situé dans le quartier de Cannaregio. A l'écart des principaux parcours touristiques, son atmosphère reste donc encore très vénitienne. La dénomination du campo et de l'église dérive du nom de San Ludovico di Tolosa. Sur la place se trouvent l'église Sant'Alvise et son monastère dédié, aujourd'hui occupé par les religieuses des sœurs canossiennes.

## Galerie

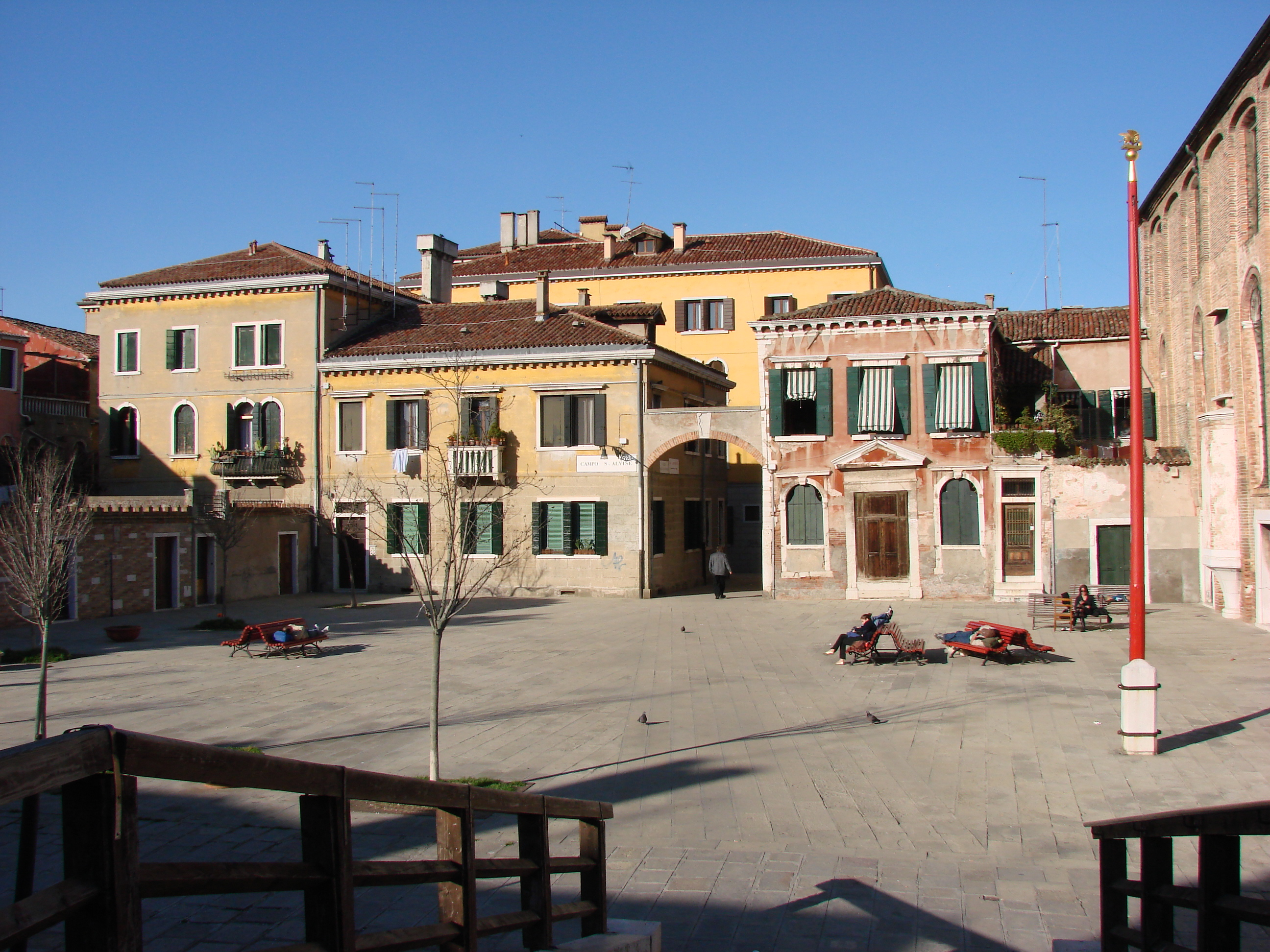
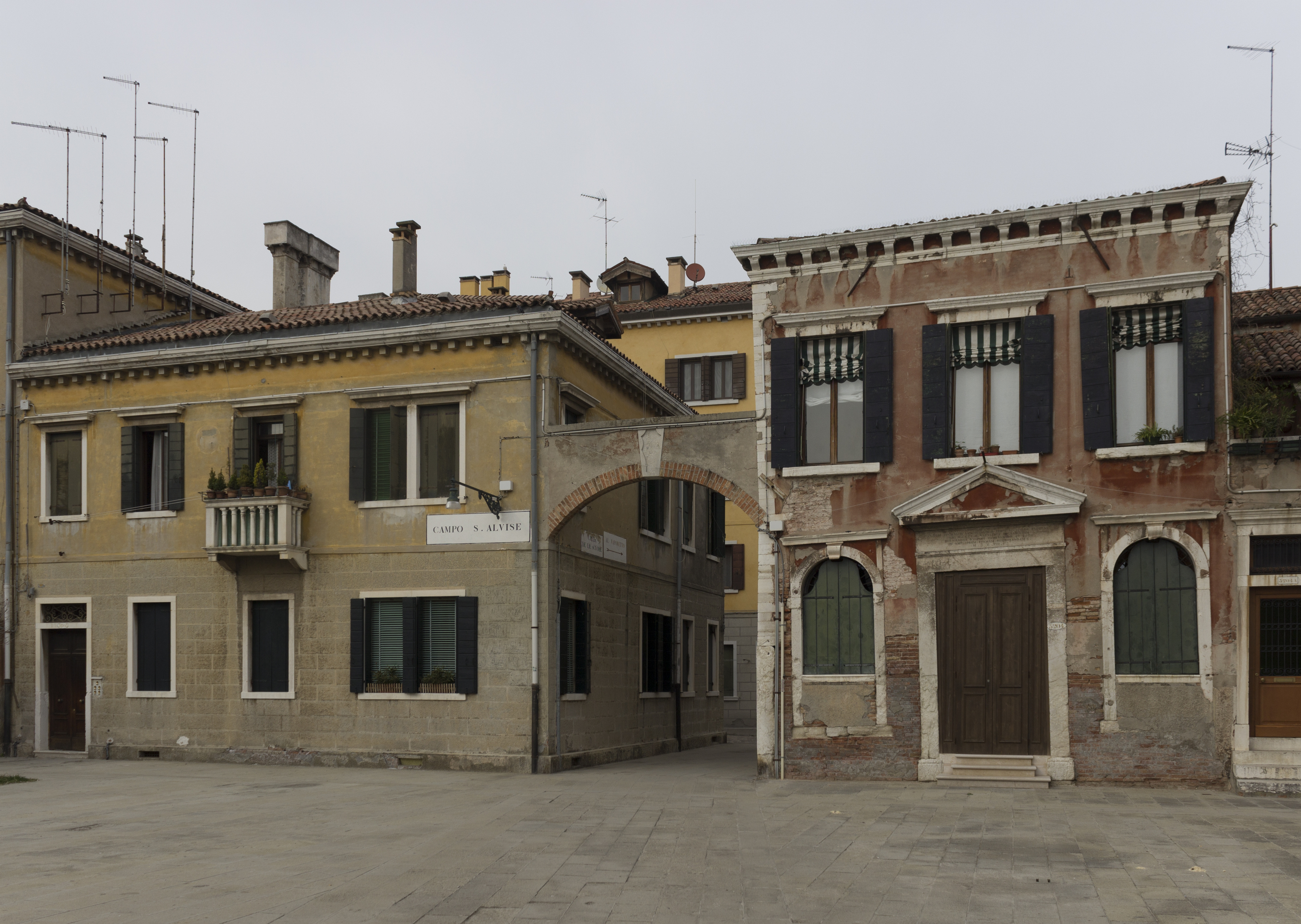
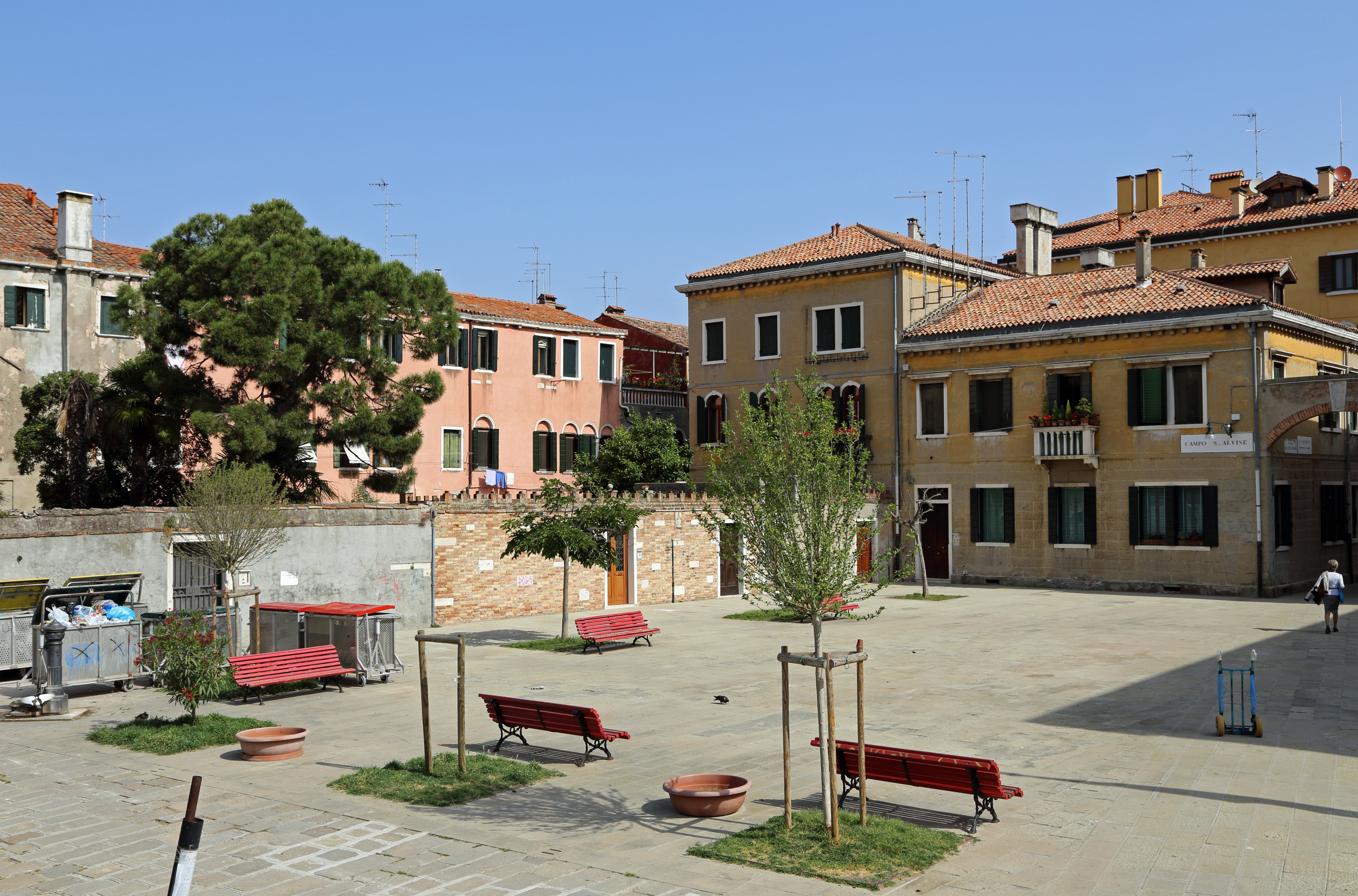